# Федерація футболу Узбекистану
Федерація футболу Узбекистану (узб. Oʻzbekiston Futbol Federatsiyasi) — організація, що здійснює контроль і управління футболом в Узбекистані. Займається організацією збірних країни, підтримкою, розвитком та популяризацією всього футболу на території Узбекистану.
До 2009 року Федерація футболу Узбекистану контролювала весь футбол Узбекистану, включаючи збірні країни і Чемпіонати Узбекистану. Але в 2009 році в Узбекистані була створена ще одна футбольна організація - Професійна футбольна ліга Узбекистану (ПФЛ Узбекистану), яка почала керувати і контролювати Чемпіонати Узбекистану, залишаючи Федерації футболу Узбекистану тільки контроль над збірними Узбекистану. У той же час, ПФЛ Узбекистану знаходиться в підпорядкуванні Федерації футболу Узбекистану.
Головна штаб-квартира Федерації футболу Узбекистану розташована в центрі Ташкента, на вулиці Узбекистанська, будинок 98А.

## Історія
Федерація футболу Узбекистану була створена в 1946 році як «Футбольний союз Узбецької РСР». Після здобуття незалежності Узбекистаном в 1991 році, була реорганізована в «Федерацію футболу Узбекистану». У 1994 році була прийнята в ФІФА і АФК. Федерація мала можливість вступити до УЄФА, а не в АФК, але ця ідея була відкинута багатьма. Хоча федерація футболу Узбекистану була прийнята в ФІФА і АФК в 1994 році, збірної Узбекистану дозволялося зіграти міжнародні матчі, що проводяться під егідою ФІФА з 1992 року. У 1997-2013 роках Федерація футболу Узбекистану входила до складу однієї з субфедерацій АФК - Федерації футболу Центральної та Південної Азії, яка об'єднувала в той час Федерації футболу країн Центральної та Південної Азії (в даний час дана субфедерація носить назву Федерації футболу Південної Азії і об'єднує тільки країни Південної Азії). Федерація футболу Узбекистану з 2014 року входить до складу нової субфедераціі АФК - Федерації футболу Центральної Азії, який об'єднує Федерації футболу Афганістану, Ірану, Киргизстану, Таджикистану, Туркменістану та Узбекистану.
7 січня 2013 року, на урочистій церемонії в швейцарському Цюриху Федерації футболу Узбекистану було вручено приз «Fair play» (приз за чесну гру) від ФІФА. Причиною перемоги Федерації футболу Узбекистану в даній номінації стала мінімальна кількість жовтих і червоних карток у гравців національної збірної Узбекистану, яка посіла перше місце за очками Fair play серед представників АФК.

## Керівництво та підрозділи
В даний час президентом Федерації футболу Узбекистану з 2017 року є Умід Ахматджонов.
Федерація футболу Узбекистану має 14 відділень в кожному вілояті (області) Узбекистану. Нижче представлений список даних відділень:
- Федерація футболу Андижанської області
- Федерація футболу Бухарської області
- Федерація футболу Джизакської області
- Федерація футболу Кашкадар'їнської області
- Федерація футболу Навоїйськох області
- Федерація футболу Наманганської області
- Федерація футболу Самаркандської області
- Федерація футболу Сурхандар'їнської області
- Федерація футболу Сирдар'їнської області
- Федерація футболу Ташкентської області
- Федерація футболу Ферганської області
- Федерація футболу Хорезмскої області
- Федерація футболу Республіки Каракалпакстан
- Федерація футболу міста Ташкент

## Нагороди
- Нагорода ФІФА «Fair play» (за чесну гру): 2013

## Президенти
| Період    | Президент        |
| --------- | ---------------- |
| 1992—1994 | Эльмар Амінов    |
| 1995—2005 | Закір Алматов    |
| 2006—2017 | Мірабор Усманов  |
| 2017—н.в  | Умід Ахматджонов |